# Комодор VIC-20
Комодор ВИЦ-20 (енгл. Commodore VIC-20) је био први Комодоров лични рачунар намијењен само за кућно тржиште, с намјером да наслиједи и прошири тржиште Комодор ПЕТ рачунара. Појавио се 1981. године. Био је производ компаније Комодор Бизнис Машинс (Commodore Business Machines).
Комодор ВИЦ-20 систем (микропроцесор, меморија) је био садржан у тастатури и могао се повезати на било који телевизор у боји. Са циљем масовне продаје, цијена је била само 300 долара. Био је први рачунар који се продао у више од 1 милион примјерака, и производња је достизала 9000 рачунара дневно.

## Детаљни подаци
Детаљнији подаци о рачунару VIC 20 су дати у табели испод.
|                       |                                                                      |
| [ 1 ]                 |                                                                      |
| Произвођач            | Комодор                                                              |
| Тип                   | кућни рачунар                                                        |
| Меморија              | 5 (3583 бајтова слободно), прошириво до 32                           |
| Поријекло             | Сједињене Америчке Државе                                            |
| Година                | 1981                                                                 |
| Тастатура             | тастатура са пуним помаком тастера, 4 функцијска тастера, 66 тастера |
| Процесор              |                                                                      |
| Фреквенција процесора | 1,0227                                                               |
| RAM                   | 5 (3583 бајтова слободно), прошириво до 32                           |
| ROM                   | 16                                                                   |
| Текст                 | 23 линија x 22 стуба                                                 |
| Графика               | 184 x 176                                                            |
| Боја                  | 8 боја за знакове, 16 позадинских/граничних боја                     |
| Звук                  | 3 гласа / 3 октава                                                   |
| Димензије             | 40,3 x 20,4 x 7,2 / 1,8                                              |
| Портови               |                                                                      |
| Оперативни систем     | KERNAL                                                               |